# Berkheya macrocephala
Berkheya macrocephala là một loài thực vật có hoa trong họ Cúc. Loài này được J.M.Wood mô tả khoa học đầu tiên năm 1907.